# Samba (baile brasileño)

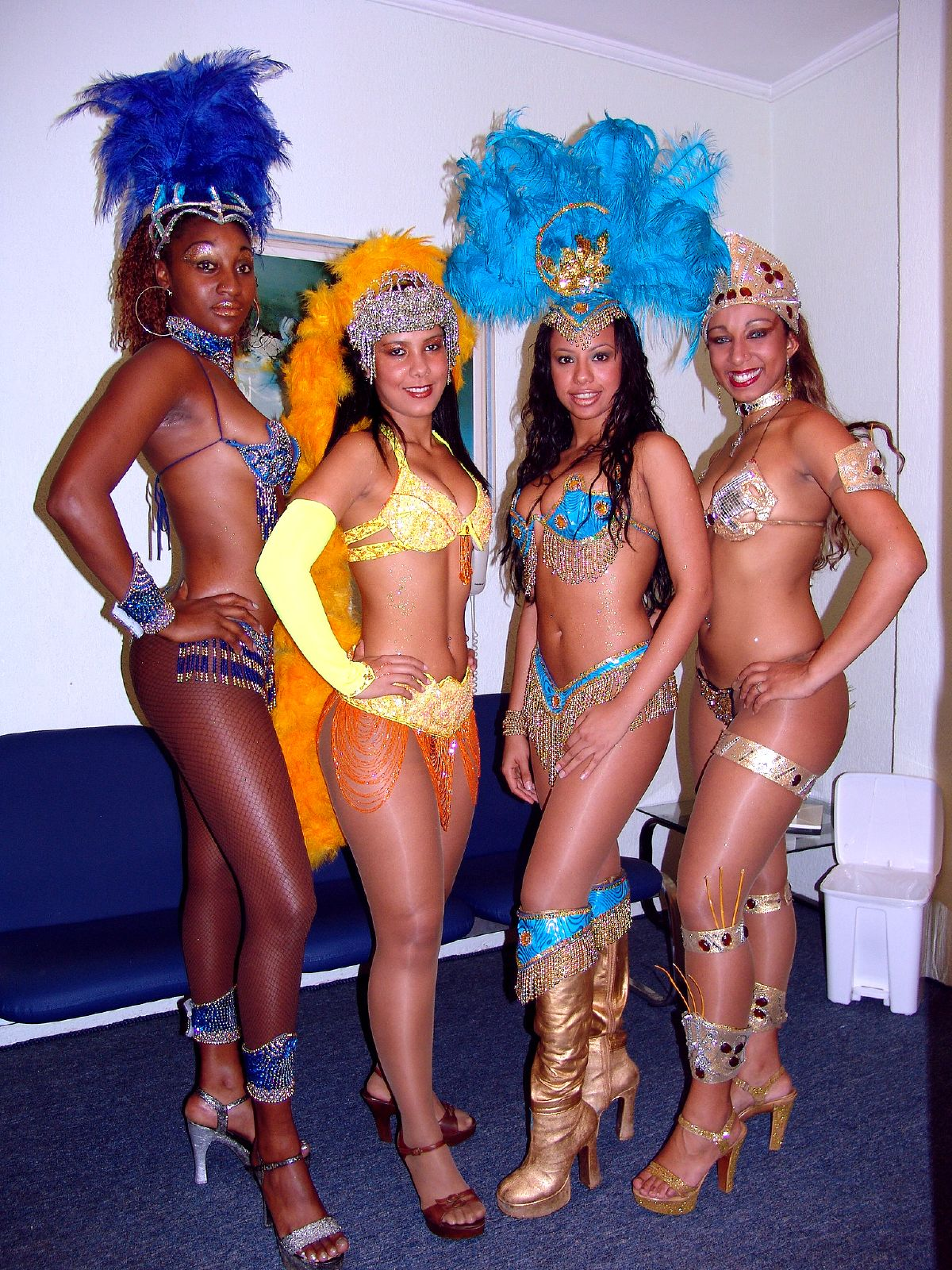
Bailarinas de samba en el Carnaval de Río en 2008

El samba es un baile vivo y rítmico de origen afrobrasileño en 2/4 (2 por 4) tiempos bailada a la música Samba cuyos orígenes incluyen el Maxixe.
La música Samba es muy similar y ha sido influenciada por muchos géneros musicales angoleños. También ha sido influenciado por muchos otros géneros y bailes musicales latinoamericanos. El ritmo musical del samba se baila en Brasil desde su inicio a fines del siglo XVI. En realidad, hay un conjunto de bailes, en lugar de un solo baile, que definen la escena de baile de samba en Brasil; sin embargo, no se puede afirmar con certeza que un solo baile sea el estilo «original» de Samba.
Otra gran corriente del baile de samba, además de los estilos de baile de samba brasileña es el samba de salón, que difiere significativamente.

## Historia
El samba fue llevado a Brasil por inmigrantes africanos, en particular por los de las tribus bantú. Tiene también su origen en bailes de rituales africanos. El samba llegó a las ciudades a finales del siglo XIX y adquirió popularidad internacional de 1920 a 1930. Muchos bailes folclóricos se desarrollaron a partir de los «bailes circulares» de los esclavos, las nuevas condiciones ambientales y las influencias europeas llegadas por la colonización, sobre todo después de la abolición de la esclavitud en Brasil que fue en 1888.
La popularidad de este baile brasileño aumentó en todas las secciones de la población, sobre todo en el carnaval. Alrededor de 1914, llegó a Europa el precursor del samba, el maxixe (pronunciado mashishe o mayiye). Fue en 1925 cuando el samba comenzó a hacerse popular en Europa.

## Distintos Tipos De Samba

### Samba no pé

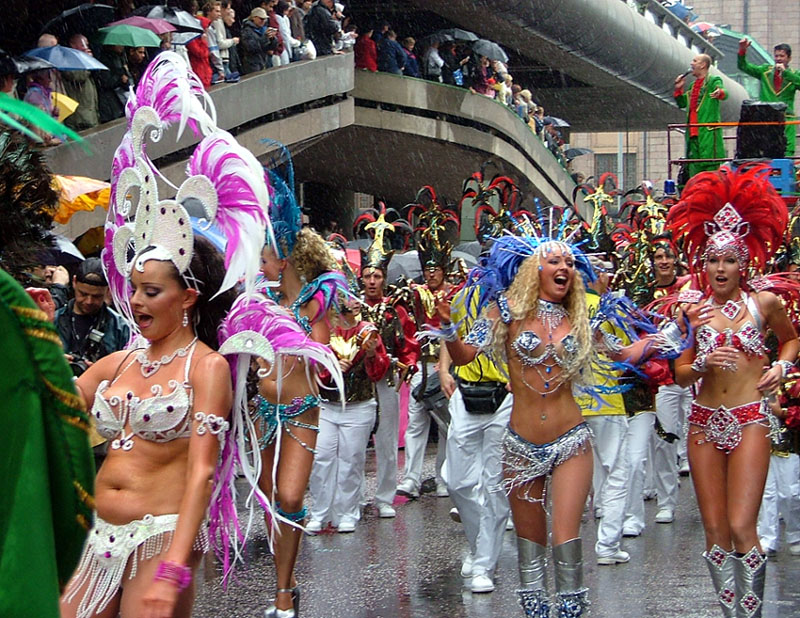
Samba bajo la lluvia en el Helsinki Samba Carnaval en Finlandia.

Samba no pé  (literalmente, «samba en el pie») es una danza en solitario que comúnmente se baila improvisando cuando se toca música de samba. El movimiento básico involucra un torso recto, movimientos de brazos y la alternancia entre los pies, utilizando la flexión de una rodilla a la vez y el movimiento de caderas (en el caso de las mujeres). Los pies se mueven muy levemente, solo unos pocos centímetros a la vez. El ritmo es 3/4, con 3 pasos por pie.
El movimiento básico es el mismo para cada lado; donde un pie se mueve hacia atrás en el primer tiempo (ligeramente), el otro pie se mueve ligeramente hacia adelante (tiempo dos). Esta segunda pierna se dobla ligeramente en la rodilla para que el lado izquierdo de la cadera baje y el lado derecho parezca moverse hacia arriba.
El peso se desplaza brevemente hacia este pie anterior (tiempo tres) para el que está hacia adelante (como un pequeño desliz). El tiempo 4 está en el aire y se lo puede utilizar para levantar el pie y caer nuevamente en el tiempo uno.
El baile simplemente sigue el ritmo de la música y puede ir de muy lento a muy rápido. Los hombres bailan con todo el pie en el suelo, o levantando desde el talón (dependiendo del estilo), mientras que las mujeres, a menudo con tacones, bailan con las puntas del pie.
Los movimientos de los brazos dependerán de lo que se está ejecutando en el momento o la rapidez con la que se esté bailando.
También hay formas regionales del baile en Brasil, donde los pasos esenciales son los mismos, pero debido a un cambio en el acento de la música, la gente bailará movimientos similares a los acentos ligeramente modificados. Por ejemplo, en Bahía, las chicas tienden a bailar inclinando sus piernas hacia el exterior en lugar de mantener sus rodillas cerca una de la otra como en Río de Janeiro.
Este es el tipo de samba que uno ve en los desfiles del Carnaval de Brasil y en otros carnavales de samba en todo el mundo. Este es también uno de los tipos más comunes de baile de samba en Brasil.

### Samba de Gafieira
Samba de Gafieira es un baile asociado considerablemente diferente a la samba de salón. Apareció en la década de 1940 y recibe su nombre de la gafieira, popular discotecas urbanas de Río de Janeiro en ese momento.
La danza deriva del maxixe y siguió la llegada del choro (otro estilo musical de samba). Dejó atrás la mayoría de los elementos de la polca de Maxixe, pero mantuvo los movimientos de las piernas entrelazadas del tango argentino, aunque adoptó una postura más relajada que la segunda. Muchos ven esta forma de samba como una combinación de vals y tango. Varios estudios de danza brasileños usan elementos y técnicas de estos dos bailes para enseñar pasos de Samba de Gafieira y rutinas de baile.

### Samba pagode
Samba pagode es otro baile de pareja de Samba que se asemeja al Samba de Gafieira, pero tiene movimientos menos acrobáticos y tiende a ser más íntimo.
Se convirtió en un estilo de baile después de la aparición del pagode y comenzó en la ciudad de São Paulo.

### Samba axé
Samba axé es un baile en solitario que comenzó en 1992 durante la temporada del Carnaval brasileño en Bahía cuando el ritmo axé reemplazó a la lambada. Durante años se convirtió en el principal tipo de danza para el noreste de Brasil durante los meses de vacaciones. La danza está completamente coreografiada y los movimientos tienden a imitar la letra. Es un tipo de baile muy enérgico que mezcla elementos de Samba no pé y aeróbicos y debido a las letras, que están hechas para el entretenimiento, la danza generalmente tiene algún tipo de elemento lúdico.
Varios grupos de música de axé como "É o Tchan!" tienen como parte de su estrategia de marketing lanzar siempre una coreografía junto con cada una de sus canciones; por lo tanto, Samba axé es un tipo de baile en constante cambio sin el compromiso de mantener ningún conjunto formal de pasos o rutinas (en realidad no existe tal cosa como un paso básico en Samba axé).

### Samba reggae
También se originó en Bahía, es una mezcla de ritmos de reggae con tambores de Samba. Muy popular en canciones de Daniela Mercury, que catapultó el ritmo al mundo con canciones como «Sol da Liberdade», «O Reggae E O Mar» y «Perola Negra». Samba reggae es el segundo estilo de samba más popular en Bahía, con seguidores en todo Brasil.

### Samba rock
El samba rock es una forma lúdica del samba, y se origina en São Paulo. Es un baile latino de discoteca.

### Samba de roda

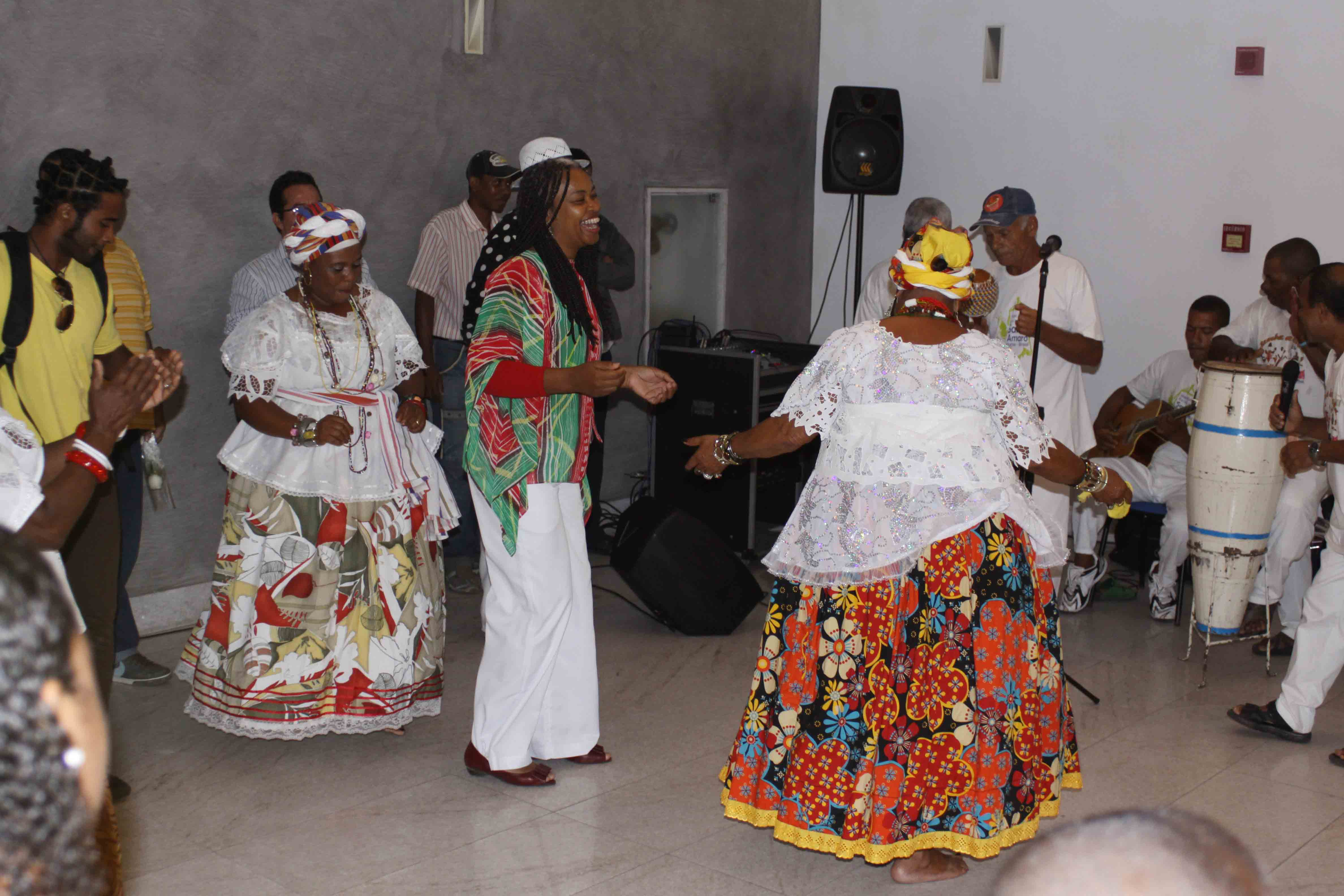
Samba de Roda, Salvador

Samba de roda es una danza afrobrasileña tradicional que originalmente se realizaba como diversión informal después de una ceremonia d Candomblé, utilizando los mismos instrumentos de percusión utilizados durante la ceremonia religiosa. El tambor típico es el atabaque; los bateristas improvisan variaciones y elaboraciones en patrones comunes, acompañados típicamente por canto y palmas, así como por el baile.
El Samba de roda es un evento de celebración que incorpora música, coreografía y poesía.
El término "Samba" abarcaba muchos ritmos diferentes, melodías, percusiones y danzas de diversos períodos y áreas del territorio brasileño. Apareció en el Estado de Bahía, más específicamente en la región de Recôncavo en Brasil, durante el siglo XVII.
Debido a que todos los tambores y la danza fueron generalizados por los colonizadores portugueses como «samba», es difícil atribuirlo a una herencia distinta. Sin embargo, el origen cultural más universalmente reconocido de Samba es Lundu, un ritmo que trajeron a Brasil los esclavos bantúes de África. Lundu revela, en cierto modo, la amalgama de culturas negras (esclavas) y blancas (portuguesas) e indígenas. Cuando los esclavos africanos fueron importados, se llamó «semba» y con la introducción del Pandeiro árabe (pandereta), traído a la Roda por los portugueses, la «samba» se moldeó en la forma de danza que es ahora.
En la lengua indígena, «samba» significa roda de dança, o un círculo para bailar, ya que los pueblos indígenas bailaban en celebración en muchas ocasiones, como la celebración de festivales católicos populares, ceremonias religiosas amerindias o afrobrasileñas, pero también se practicaba al azar.
Todos los participantes, incluidos los principiantes, están invitados a unirse al baile y observar e imitar. Por lo general, solo las mujeres bailan una detrás de la otra y están rodeadas por otras que bailan en círculo y aplauden. La coreografía suele ser espontánea y se basa en los movimientos de los pies, las piernas y las caderas. Uno de los movimientos más típicos es la umbigada, que es clara influencia bantú, donde la bailarina invita a su sucesor al centro del círculo.
El factor que con frecuencia atrae la atención de la mayoría de las personas hacia el ritmo es el ritmo inusualmente acentuado (sincopado). El latido ausente es la característica más fuerte de Samba, lo que lleva al oyente a bailar para llenar el vacío con los movimientos de su cuerpo. Este ritmo sincopado es también un indicio de resistencia negra contra la asimilación cultural. La Samba de roda, en particular, se consideraba una expresión de libertad e identidad de los desfavorecidos y se convirtió en un medio de liberación.
El Samba de roda ha disminuido significativamente durante el siglo XX debido al declive económico y al aumento de la pobreza en la región. Los efectos de los medios masivos y la competencia de la música moderna popular también han devaluado esta tradición entre las generaciones más jóvenes. Finalmente, el debilitamiento del Samba de roda se intensificó a través del envejecimiento de los practicantes y la desaparición de los que hicieron los instrumentos musicales.